# Коковкін Борис Сергійович
Борис Сергійович Коковкін (8 жовтня 1910 — 18 листопада 1985) — радянський актор театру і кіно.

## Біографія
Працював актором в театрах Ленінграда — Великому драматичному,  новому ТЮГу, Академічному драматичному театрі ім. В. Ф. Коміссаржевської.
Дебют в кіно — роль художника Валентина Сєрова у фільмі «Римський-Корсаков».

## Фільмографія
1. 1952: Римський-Корсаков / Римский-Корсаков — Валентин Сєров
2. 1953: Честь товариша / Честь товарища — Зорін
3. 1954: Велика родина / Большая семья — директор заводу
4. 1954: Запасний гравець / Запасной игрок — Бабушкін
5. 1955: Два капітана / Два капитана — полковник
6. 1956: Круті Горки / Крутые горки — Кочеток
7. 1956: Наречена / Невеста — Мокій Петрович
8. 1956: Старий Хотабич / Старик Хоттабыч — член екзаменаційної комісії
9. 1957: Безсмертна пісня / Бессмертная песня — регент
10. 1957: Летять журавлі / Летят журавли — Чернов
11. 1962: Після весілля / После свадьбы — Кислов, секретар райкому
12. 1963: Приходьте завтра... / Приходите завтра… — директор інституту
13. 1968: Гроза над Білою / Гроза над Белой — генерал в армії Колчака
14. 1968: Удар! Ще удар! / Удар! Еще удар! — Комаров
15. 1972: Карпухін / Карпухин — Владимиров, народний засідатель
16. 1973: Тут наш дім / Здесь наш дом — парторг цеху
17. 1975: Одинадцять надій / Одиннадцать надеж — голова товариства
18. 1978: Усе вирішує мить / Все решает мгновение — Семенович
19. 1980: Кущ бузку / Куст сирени